# Paul Ambroise Slodtz
Paul-Ambroise Slodtz fue un escultor francés, nacido el 1 de junio de 1702 en París y fallecido el 10 de diciembre de 1758 en la misma ciudad.

## Datos biográficos
Profesor de la academia de pintura y escultura, dibujante de la cámara y del gabinete del rey.
Hermano de Michel-Ange Slodtz y de Sébastien Slodtz, igualmente escultores.

## Obras

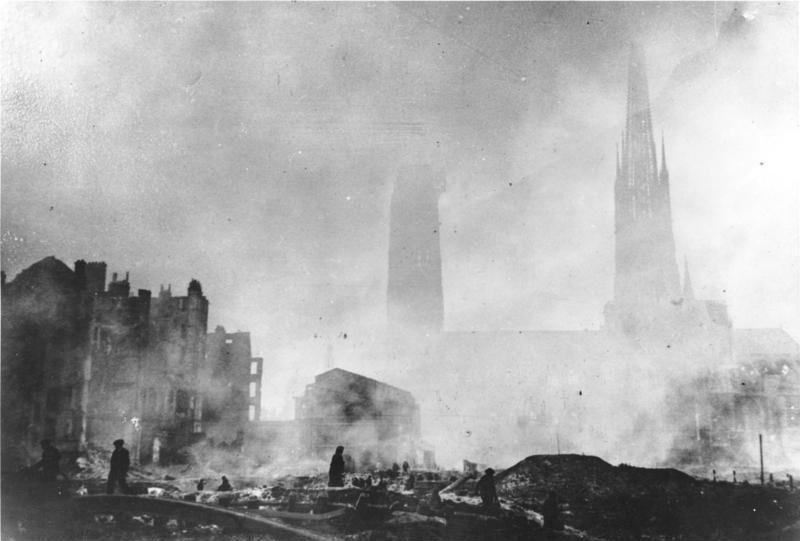
Imagen de la ciudad de Ruan destruida por las bombas durante la Segunda Guerra Mundial.

Entre las mejores y más conocidas obras de Paul-Ambroise Slodtz se incluyen las siguientes:
- Meridiano, jardines del ayuntamiento, Ruan.[1]
- Fuente, plaza de la Pucelle, Ruan(destruida en 1944).[1]

- La caída de Ícaro - La Chute d'Icare.[2]
- Arco del dragón, departamento de esculturas del Museo del Louvre.[3]